# Council of Europe Treaty Series
Council of Europe Treaty Series, CETS (pol. nieoficjal. Seria Traktatów Rady Europy, fr. Série des Traités du Conseil de l'Europe) – oficjalna seria publikacji Rady Europy, o charakterze dziennika urzędowego, w której publikowane są umowy międzynarodowe zawierane pod auspicjami tej organizacji międzynarodowej. W latach 1949–2003 CETS funkcjonowała jako European Treaty Series, ETS (Europejska Seria Traktatów). W ramach ETS ukazały się numery od 001 do 193. Od numeru 194 publikacja ukazuje się wyłącznie jako CETS.
Pod numerem 001 opublikowany został Statut Rady Europy, który nie jest umową zawartą pod auspicjami Rady Europy, ponieważ Rada Europy została powołana do życia dopiero na jego podstawie.
Ostatnia opublikowana w CETS umowa nosi numer 223 (Protocol amending the Convention for the Protection of Individuals with regard to Automatic Processing of Personal Data) i została otwarta do podpisu w Strasburgu 10 października 2018 roku.